# フィールドワーク (曲)
フィールドワーク  (Field Work) は、1985年にリリースされた坂本龍一とトーマス・ドルビーのコラボレーションシングル。

## 解説
- アレンジは坂本と立花ハジメ。立花はアート・ディレクションも担当している。
- 12インチ盤と7インチ盤とがあり、12インチ盤に収録されている曲は7インチ盤より若干演奏時間が長い。
- イントロの「ショワー」というシンセサイザーはヤマハDX7による「フランジド・オーケストラ」と呼ばれる音である。この音は坂本が作り出したものではなく人から譲り受けたもので、手に入れた翌日にレコーディングに使用している。
- 坂本とトーマスが出演したプロモーション・ヴィデオがある。撮影はロサンゼルスで行われ、坂本がトーマスを殴るシーンがある。坂本はトーマスを「なかなかのディレクター」と評価している。
- 坂本がパーソナリティを務めていた、FM東京「不思議の国の龍一」の「デモテープ特集」の回では、レコーディング初日に録音された、ドラムとDX7のコード弾きだけからなる、この曲の原型であるテイクが流された。また、このときこの1曲を完成させるためにヶ月かかったとコメントしている。

## 収録曲
1. Field Work (LON)
  - 作詞・作曲：坂本龍一、トーマス・ドルビー

トーマス・ドルビーによるロンドンミックスのヴァージョン。
2. Field Work (TYO)
  - 作詞・作曲：坂本龍一、トーマス・ドルビー

坂本とエンジニアの飯尾芳史による東京ミックスのヴァージョン。
3. Exhibition
  - 作曲：坂本龍一

※12インチ盤ではA面に「Field Work (LONG-LON)」と「Field Work (LONG-TYO)」、B面に「Exhibition」を収録。7インチ盤ではA面に「Field Work (LON)」、B面に「Field Work (TYO)」を収録。